# Giorgio Giorgini
Giorgio Giorgini (fl. XX secolo) è stato un calciatore italiano, di ruolo attaccante.

## Carriera
Con la Rivarolese disputa 21 gare nel campionato di Prima Divisione 1922-1923. In seguito milita nella Sampierdarenese, nuovamente nella Rivarolese e nel Riva Trigoso.